# Ligue européenne féminine de volley-ball
Pour les articles homonymes, voir Ligue européenne.
La Ligue européenne féminine de volley-ball est une compétition européenne de volley-ball entre sélections nationales. Organisée par la CEV, elle se déroule de manière annuelle en fin de printemps/début d'été, précédant la Ligue des nations. Son équivalent chez les hommes est la Ligue européenne masculine.
Elle ne doit pas être confondue avec l'autre compétition européenne plus prestigieuse :
 le Championnat d'Europe.
Existant depuis 2009, elle permet aux équipes européennes ne disputant pas la Ligue des nations de participer à une compétition internationale.
Elle servit également de tournoi qualificatif pour le Grand Prix mondial de 2009 à 2017.
Depuis 2018, la compétition se compose de deux divisions :
- La Ligue d'or européenne (en anglais : European golden league), qui délivre à son vainqueur une place qualificative en Challenger Cup.
- La Ligue d'argent européenne (European silver league)

Il existe également un système de montée et de descente entre les divisions. Chaque année, la meilleure équipe de Ligue d'argent remplace celle classée dernière de Ligue d'or.
La première division est dominée par l'équipe de Serbie, vainqueure des 3 premières éditions. L'équipe d'Ukraine en est l'actuelle tenante du titre en 2023.
L'Estonie, vainqueure de la Ligue d'argent 2023, est promue en Ligue d'or pour l'édition 2024.

## Histoire
Créée à l'initiative de la Confédération européenne de volley-ball (CEV), la compétition naît en 2009 cinq ans après le tournoi masculin. L'équipe de Serbie remporte les trois premières éditions, en 2009, 2010 et 2011, où les phases finales se sont déroulées dans trois villes de Turquie : Kayseri, Ankara et Istanbul.
En 2018, la compétition est réformée et se scinde en deux divisions distinctes l'une de l'autre. La première, nommée Ligue d'or européenne (en anglais : European Golden League), délivre désormais à son vainqueur une place qualificative en Challenger Cup, tournoi mondial également créée en cette même année. La seconde, nommée Ligue d'argent européenne (European Silver League), offre à la sélection victorieuse une place en première division pour l'édition suivante, remplaçant ainsi l'équipe classée en dernière position de Ligue d'or.
En 2020, les deux tournois de la compétition sont annulés en raison de la pandémie de Covid-19 sévissant en Europe.
Initialement programmée en Ukraine, la phase finale de la Ligue d'or 2022 est délocalisée en raison du conflit russo-ukrainien et se dispute pour les demi-finales dans les deux pays des deux meilleures équipes du tour préliminaire, soit en France et en Tchéquie. L'équipe de France, étant également la meilleure sélection du 1er tour, accueille par conséquent aussi la finale. Au palais des sports d'Orléans, et après avoir écarté la Croatie (3-0) en demi-finale, les Tricolores remportent la compétition sur une dernière victoire maîtrisée, par 3 sets à 0 (25-22, 27-25, 25-14) face à la Tchéquie. Dans la division inférieure, la Suède, emmenée par sa pointue star Isabelle Haak, dispose aisément de l'équipe du Portugal (3-0 ; 25-19, 25-21, 25-16) lors de la finale disputée à domicile, remportant ainsi son deuxième titre après l'édition 2018.
L'édition 2023 est marquée par la victoire de l'Ukraine, qui remporte son deuxième titre dans le tournoi après 2017, en disposant facilement de la Suède en finale, jouée en matchs aller-retour (3-0 ; 3-0). À l'échelon inférieur, l'équipe d'Estonie gagne la compétition pour la première fois après un duel très disputé contre l'Autriche (3-2), hôte de la phase finale se déroulant sous la forme d'un Final Four.

## Ligue d'or européenne

### Palmarès
| Ligue européenne      |              |                                                       |                                                       |                                                       |                                                       |
| 2009 Détails          | Kayseri      | Serbie                                                | Turquie                                               | Bulgarie                                              | France                                                |
| 2010 Détails          | Ankara       | Serbie                                                | Bulgarie                                              | Turquie                                               | Israël                                                |
| 2011 Détails          | Istanbul     | Serbie                                                | Turquie                                               | Bulgarie                                              | Tchéquie                                              |
| 2012 Détails          | Karlovy Vary | Tchéquie                                              | Bulgarie                                              | Serbie                                                | Pays-Bas                                              |
| 2013 Détails          | Varna        | Allemagne                                             | Belgique                                              | Bulgarie                                              | Roumanie                                              |
| 2014 Détails          | -            | Turquie                                               | Allemagne                                             | Pologne                                               | Azerbaïdjan                                           |
| 2015 Détails          | -            | Hongrie                                               | Turquie                                               | Grèce / Israël                                        | Grèce / Israël                                        |
| 2016 Détails          | -            | Azerbaïdjan                                           | Slovaquie                                             | Slovénie                                              | Grèce                                                 |
| 2017 Détails          | -            | Ukraine                                               | Finlande                                              | Espagne / Slovaquie                                   | Espagne / Slovaquie                                   |
| Ligue d'or européenne |              |                                                       |                                                       |                                                       |                                                       |
| 2018 Détails          | Budapest     | Bulgarie                                              | Hongrie                                               | Tchéquie                                              | Finlande                                              |
| 2019 Détails          | Varaždin     | Tchéquie                                              | Croatie                                               | Biélorussie                                           | Espagne                                               |
| 2020                  | -            | Édition annulée en raison de la pandémie de Covid-19. | Édition annulée en raison de la pandémie de Covid-19. | Édition annulée en raison de la pandémie de Covid-19. | Édition annulée en raison de la pandémie de Covid-19. |
| 2021 Détails          | Roussé       | Bulgarie                                              | Croatie                                               | Espagne                                               | Tchéquie                                              |
| 2022 Détails          | Orléans      | France                                                | Tchéquie                                              | Croatie / Roumanie                                    | Croatie / Roumanie                                    |
| 2023 Détails          | -            | Ukraine                                               | Suède                                                 | Belgique / Tchéquie                                   | Belgique / Tchéquie                                   |

### Tableau des médailles
| Rang  | Pays        | Médaille d'or | Médaille d'argent | Médaille de bronze | Total |
| 1     | Serbie      | 3             | 0                 | 1                  | 4     |
| 2     | Bulgarie    | 2             | 2                 | 3                  | 7     |
| 3     | Tchéquie    | 2             | 1                 | 2                  | 5     |
| 4     | Ukraine     | 2             | 0                 | 0                  | 2     |
| 5     | Turquie     | 1             | 3                 | 1                  | 5     |
| 6     | Allemagne   | 1             | 1                 | 0                  | 2     |
| 6     | Hongrie     | 1             | 1                 | 0                  | 2     |
| 8     | Azerbaïdjan | 1             | 0                 | 0                  | 1     |
| 8     | France      | 1             | 0                 | 0                  | 1     |
| 10    | Croatie     | 0             | 2                 | 1                  | 3     |
| 11    | Slovaquie   | 0             | 1                 | 1                  | 2     |
| 11    | Belgique    | 0             | 1                 | 1                  | 2     |
| 13    | Finlande    | 0             | 1                 | 0                  | 1     |
| 13    | Suède       | 0             | 1                 | 0                  | 1     |
| 15    | Espagne     | 0             | 0                 | 2                  | 2     |
| 16    | Biélorussie | 0             | 0                 | 1                  | 1     |
| 16    | Grèce       | 0             | 0                 | 1                  | 1     |
| 16    | Israël      | 0             | 0                 | 1                  | 1     |
| 16    | Pologne     | 0             | 0                 | 1                  | 1     |
| 16    | Roumanie    | 0             | 0                 | 1                  | 1     |
| 16    | Slovénie    | 0             | 0                 | 1                  | 1     |
| Total | Total       | 14            | 14                | 18                 | 46    |

### Apparitions
| Pays               | 2009 (8) | 2010 (8) | 2011 (12) | 2012 (12) | 2013 (8) | 2014 (8) | 2015 (6) | 2016 (12) | 2017 (12) | 2018 (12) | 2019 (12) | 2021 (11) | 2022 (9) | 2023 (9) | Total |
| Albanie            | -        | -        | -         | -         | -        | -        | -        | 10e       | 9e        | -         | -         | -         | -        | -        | 2     |
| Allemagne          | -        | -        | -         | -         | 1er      | 2e       | -        | -         | -         | -         | -         | -         | -        | -        | 2     |
| Autriche           | -        | -        | -         | -         | -        | -        | -        | -         | 10e       | -         | 8e        | -         | -        | -        | 2     |
| Azerbaïdjan        | -        | -        | -         | -         | -        | 4e       | -        | 1er       | -         | 5e        | 11e       | 11e       | -        | -        | 5     |
| Belgique           | -        | -        | -         | -         | 2e       | -        | -        | -         | -         | -         | -         | -         | -        | 3e       | 2     |
| Biélorussie        | -        | -        | 7e        | -         | -        | -        | -        | 7e        | 6e        | 6e        | 3e        | 8e        | -        | -        | 6     |
| Bosnie-Herzégovine | -        | -        | -         | -         | -        | -        | -        | -         | -         | -         | -         | -         | 6e       | 9e       | 2     |
| Bulgarie           | 3e       | 2e       | 3e        | 2e        | 3e       | 6e       | -        | -         | -         | 1er       | -         | 1er       | -        | -        | 8     |
| Croatie            | -        | -        | 11e       | -         | -        | -        | -        | -         | -         | 7e        | 2e        | 2e        | 3e       | -        | 5     |
| Espagne            | 6e       | 5e       | 8e        | 7e        | -        | 5e       | -        | 6e        | 3e        | 10e       | 4e        | 3e        | 8e       | -        | 11    |
| Finlande           | -        | -        | -         | -         | -        | -        | -        | -         | 2e        | 4e        | 9e        | -         | -        | -        | 3     |
| France             | 4e       | -        | 6e        | 5e        | -        | -        | -        | 8e        | 5e        | 11e       | 10e       | 5e        | 1er      | 5e       | 10    |
| Géorgie            | -        | -        | -         | -         | -        | -        | 6e       | -         | 12e       | -         | -         | -         | -        | -        | 2     |
| Grande-Bretagne    | 8e       | 8e       | -         | -         | -        | -        | -        | -         | -         | -         | -         | -         | -        | -        | 2     |
| Grèce              | 7e       | 7e       | 12e       | 10e       | -        | 8e       | 3e       | 4e        | -         | -         | -         | -         | -        | -        | 7     |
| Hongrie            | -        | -        | 9e        | 12e       | 7e       | -        | 1er      | 12e       | -         | 2e        | 5e        | 9e        | 7e       | 8e       | 10    |
| Israël             | -        | 4e       | 10e       | 9e        | 8e       | -        | 3e       | -         | -         | -         | -         | -         | -        | -        | 5     |
| Monténégro         | -        | -        | -         | -         | -        | -        | -        | 11e       | 8e        | -         | -         | -         | -        | -        | 2     |
| Pays-Bas           | -        | -        | -         | 4e        | -        | -        | -        | -         | -         | -         | -         | -         | -        | -        | 1     |
| Pologne            | -        | -        | -         | -         | -        | 3e       | 5e       | 5e        | -         | -         | -         | -         | -        | -        | 3     |
| Portugal           | -        | -        | -         | -         | -        | -        | -        | -         | 7e        | 12e       | -         | -         | -        | -        | 2     |
| Roumanie           | 5e       | 6e       | 5e        | 6e        | 4e       | -        | -        | 9e        | -         | -         | -         | 7e        | 3e       | 7e       | 9     |
| Serbie             | 1er      | 1er      | 1er       | 3e        | 5e       | -        | -        | -         | -         | -         | -         | -         | -        | -        | 5     |
| Slovaquie          | -        | -        | -         | -         | -        | -        | -        | 2e        | 3e        | 9e        | 7e        | 6e        | 9e       | 6e       | 7     |
| Slovénie           | -        | -        | -         | -         | -        | 7e       | -        | 3e        | -         | -         | -         | -         | -        | -        | 2     |
| Suède              | -        | -        | -         | -         | -        | -        | -        | -         | 11e       | -         | 12e       | -         | -        | 2e       | 3     |
| Suisse             | -        | -        | -         | 11e       | -        | -        | -        | -         | -         | -         | -         | -         | -        | -        | 1     |
| Tchéquie           | -        | -        | 4e        | 1er       | -        | -        | -        | -         | -         | 3e        | 1er       | 4e        | 2e       | 3e       | 7     |
| Turquie            | 2e       | 3e       | 2e        | 8e        | 6e       | 1er      | 2e       | -         | -         | -         | -         | -         | -        | -        | 7     |
| Ukraine            | -        | -        | -         | -         | -        | -        | -        | -         | 1er       | 8e        | 6e        | 10e       | 5e       | 1er      | 6     |

### Meilleures joueuses par tournoi
| - 2009 – Neslihan Demir - 2010 – Jelena Nikolić - 2011 – Jovana Brakočević - 2012 – Aneta Havlíčková - 2013 – Charlotte Leys - 2014 – Kübra Çalışkan - 2015 – Renáta Sándor | - 2016 – Polina Rahimova - 2017 – Anna Stepaniuk (uk) - 2018 – Mariya Karakasheva - 2019 – Andrea Kossányiová - 2021 – Zhana Todorova - 2022 – Lucille Gicquel - 2023 – Anastasiia Kraiduba (uk) |

## Ligue d'argent européenne

### Palmarès
| Ligue d'argent européenne |          |                                                       |                                                       |                                                       |                                                       |
| 2018 Détails              | Nyköping | Suède                                                 | Autriche                                              | Albanie                                               | Estonie                                               |
| 2019 Détails              | Aucun    | Roumanie                                              | Slovénie                                              | Israël                                                | Grèce                                                 |
| 2020                      | -        | Édition annulée en raison de la pandémie de Covid-19. | Édition annulée en raison de la pandémie de Covid-19. | Édition annulée en raison de la pandémie de Covid-19. | Édition annulée en raison de la pandémie de Covid-19. |
| 2021 Détails              | Maribor  | Bosnie-Herzégovine                                    | Autriche                                              | Slovénie                                              | Portugal                                              |
| 2022 Détails              | Aucun    | Suède                                                 | Portugal                                              | Slovénie                                              | Estonie                                               |
| 2023 Détails              | Graz     | Estonie                                               | Autriche                                              | Portugal                                              | Monténégro                                            |

### Tableau des médailles
| Rang  | Pays               | Médaille d'or | Médaille d'argent | Médaille de bronze | Total |
| 1     | Suède              | 2             | 0                 | 0                  | 2     |
| 2     | Bosnie-Herzégovine | 1             | 0                 | 0                  | 1     |
| 2     | Roumanie           | 1             | 0                 | 0                  | 1     |
| 2     | Estonie            | 1             | 0                 | 0                  | 1     |
| 5     | Autriche           | 0             | 3                 | 0                  | 3     |
| 6     | Slovénie           | 0             | 1                 | 2                  | 3     |
| 7     | Portugal           | 0             | 1                 | 1                  | 2     |
| 8     | Albanie            | 0             | 0                 | 1                  | 1     |
| 8     | Israël             | 0             | 0                 | 1                  | 1     |
| Total | Total              | 5             | 5                 | 5                  | 15    |

### Apparitions
| Pays               | 2018 (8) | 2019 (8) | 2021 (8) | 2022 (5) | 2023 (8) | Total |
| Albanie            | 3e       | -        | -        | -        | -        | 1     |
| Autriche           | 2e       | -        | 2e       | -        | 2e       | 3     |
| Bosnie-Herzégovine | -        | -        | 1er      | -        | -        | 1     |
| Chypre             | -        | 5e       | -        | -        | -        | 1     |
| Estonie            | 4e       | 6e       | 5e       | 4e       | 1er      | 5     |
| Îles Féroé         | -        | -        | -        | -        | 7e       | 1     |
| Géorgie            | 7e       | 8e       | -        | -        | 6e       | 3     |
| Grèce              | -        | 4e       | -        | -        | -        | 1     |
| Israël             | 6e       | 3e       | 5e       | -        | -        | 3     |
| Kosovo             | 8e       | -        | -        | -        | -        | 1     |
| Lettonie           | -        | -        | 7e       | -        | 5e       | 2     |
| Luxembourg         | -        | -        | 7e       | 5e       | -        | 2     |
| Macédoine          | -        | -        | -        | -        | 8e       | 1     |
| Monténégro         | -        | -        | -        | -        | 4e       | 1     |
| Portugal           | -        | 7e       | 4e       | 2e       | 3e       | 4     |
| Roumanie           | -        | 1er      | -        | -        | -        | 1     |
| Slovénie           | -        | 2e       | 3e       | 3e       | -        | 3     |
| Suède              | 1er      | -        | -        | 1er      | -        | 2     |
| Suisse             | 5e       | -        | -        | -        | -        | 1     |

### Meilleures joueuses par tournoi
- 2018 –  Isabelle Haak
- 2019 –  Diana-Lorena Balintoni
- 2021 –  Edina Begić
- 2022 –  Alexandra Lazic
- 2023 –  Kertu Laak (et)